# Municipio de Lola
El municipio de Lola (en inglés: Lola Township) es un municipio ubicado en el condado de Cherokee en el estado estadounidense de Kansas. En el año 2010 tenía una población de 344 habitantes y una densidad poblacional de 2,97 personas por km².

## Geografía
El municipio de Lola se encuentra ubicado en las coordenadas 37°9′39″N 95°0′31″O / 37.16083, -95.00861. Según la Oficina del Censo de los Estados Unidos, el municipio tiene una superficie total de 115.93 km², de la cual 115,21 km² corresponden a tierra firme y (0,62 %) 0,72 km² es agua.

## Demografía
Según el censo de 2010, había 344 personas residiendo en el municipio de Lola. La densidad de población era de 2,97 hab./km². De los 344 habitantes, el municipio de Lola estaba compuesto por el 93,9 % blancos, el 3,2 % eran amerindios, el 0,58 % eran de otras razas y el 2,33 % eran de una mezcla de razas. Del total de la población el 2,03 % eran hispanos o latinos de cualquier raza.